# Hirsch Aub
Hirsch Aub (geboren am 10. Januar 1796 in Baiersdorf; gestorben am 2. Juni 1875 in Nürnberg) war ein deutscher Rabbiner in München.

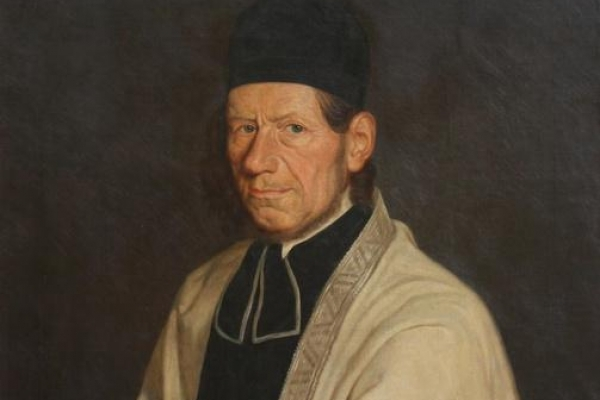
Hirsch Aub, Gemälde um 1850

## Werdegang
Hirsch Aub besuchte die Jeschiwa in Fürth, wo er Schüler von Wolf Hamburg war, und die Jeschiwa des Löb Glogau in Prag. In Bayreuth legte er 1822 die Bayerische Staatsprüfung ab. Er bewarb sich zunächst in Bamberg, danach in München, wo er 1825 zum Rabbiner gewählt wurde. Seine offizielle Anstellung erhielt er jedoch erst 1828, nachdem er zur Auflage gemachte Universitätsstudien in München und eine erneute Rabbinatsprüfung in Ansbach absolviert hatte. Im Jahr 1826 hatte er die Synagoge an der Westenriederstraße eingeweiht, die erste neu erbaute Synagoge der ein Jahrzehnt zuvor gegründeten Israelitischen Kultusgemeinde in München, an der er über vier Jahrzehnte als Rabbiner wirkte. Am Maximiliansgymnasium München gab Aub Religionsunterricht.
1865 erhielt er von König Ludwig II. das Ritterkreuz 1. Klasse des Verdienstordens vom Heiligen Michael. 
Im Mai 1871 trat Aub in den Ruhestand; sein Nachfolger als Rabbiner wurde Joseph Perles. Aubs Grab liegt auf dem Alten Israelitischen Friedhof in München.

## Wirken und Bedeutung
Hirsch Aub galt als besonderer Kenner des Talmud. Der jüdischen Gemeinde in München gehörten sowohl reformorientierte als auch orthodoxe Mitglieder an; er wirkte ausgleichend zwischen beiden Parteien. Aub war Gründer des Synagogenchors (1832), des Waisenvereins (1839), des Unterstützungsvereins für jüdische Lehrlinge und des Aussteuervereins (1845). Hirsch Aub setzte sich für die Emanzipation der Juden ein, unter anderem erfolgreich für die Abschaffung des Matrikelgesetzes, das die Zahl jüdischer Ehen beschränkte. 
Joseph Aub war ein Cousin Hirsch Aubs, der Schriftsteller und Literaturwissenschaftler Ludwig Aub (1862–1926) war sein Enkel.
Das Jüdische Museum München widmete Hirsch Aub anlässlich der Schenkung eines Porträts des Rabbiners durch das Jewish Museum New York eine Sonderausstellung, die von Oktober 2017 bis April 2018 unter dem Titel „Hirsch Aub - Porträt eines Rabbiners“ gezeigt wurde.

## Werke
Einige von Hirsch Aubs Reden und Predigten sind im Druck erschienen. In den Jahren 1843 bis 1850 war er Mitarbeiter der Zeitschrift Der Orient. Hinzu kommen Beiträge in anderen Zeitschriften. Als Beispiele seien genannt:
- Rede bey der Einweihungs-Feyer der Synagoge in München am 21. April 1826, Karl Wolf, München 1826, Text im Web
- Einige Bemerkungen, über den vom Hrn Dr. M. Heß, in der Univ.-K.-Ztg. No. 6 zur Diskussion gebrachten Gegenstand: „Die zwei theologischen Parteien im Judenthume.“ In: Unparteiische Universal-Kirchenzeitung für die Geistlichkeit und die gebildete Weltklasse des protestantischen, katholischen, und israelitischen Deutschland's, 22. Juni 1837, Nr. 50 Artikel im Web, PDF-Dokument
- Was Maximilian II. uns war. Predigt bei dem in der Synagoge zu München am 24. März 1864 stattgefundenen Trauergottesdienste für König Maximilian II. C. R. Schurich, München 1864. Text im Web, Vorlage Eigentum der Bayerischen Staatsbibliothek